# Máfia de Memphis
Máfia de Memphis era o nome dado a turma de Elvis Presley, alguns sendo verdadeiramente seus amigos, no entanto, outros, eram só seus bajuladores. As funções dos integrantes dessa "máfia" variavam de, servir de segurança para o rei do rock onde quer que ele fosse, inclusive em sua mansão, ajudante de palco, secretário de Elvis, padrinho de casamento. Todos os componentes da turma usavam um anel de ouro e diamantes com as inscrições TCB, "Taking Care of Business", dado por Elvis, que inclusive, segundo alguns, foi enterrado com um deles. Na lua-de-mel de Elvis em 1967, toda a máfia foi convidada para viajar junto com o casal. Dois integrantes da "máfia" se desentenderam com Elvis e deixaram de participar da turma do rei do rock. Devido a este fato, os irmãos Red e Sonny West, escreveram um livro sensacionalista no ano de 1977, lançando-o na mesma época, no entanto, o livro era um total fracasso de vendas, devido ao teor considerado de baixo nível, mas com a morte prematura de Elvis em agosto, o livro começou a ganhar fôlego e posteriormente alcançou bons índices de vendagens.

## História
Elvis preferia homens ao seu redor leais, confiáveis e respeitosos. Assim, membros da família e amigos de sua juventude eram muito importantes para ele. "Pela primeira vez em sua vida, ele tinha um grupo de amigos do sexo masculino e gostava de ser o líder do bando." O grupo começou com os primos de Elvis, Junior e Gene Smith (os filhos de Levalle, irmã de Gladys Presley), que acompanharam Elvis em todos os lugares, junto com o amigo do colégio de Elvis Red West e rockabilly cantor Cliff Gleaves. Naquela época Judy Spreckels parece ter sido a única mulher. Ela se descreve como uma irmã de Elvis, um companheiro, confidente e guardador de segredos nos dias emocionantes de seu início de carreira. "Elvis estava cercado pela primeira onda do que seria conhecido como Máfia de Memphis". Ela diz que "estava com ele e os caras o tempo todo". Eles dirigiam carros de choque no Vale de Las Vegas, andavam a cavalo na Califórnia e passeavam em Graceland. "Não havia uma multidão na época, apenas alguns caras", e ela enfatiza que "não tinha nada a ver com ser um homem sim para ele e, obviamente, ele confiava em mim".

## Integrantes

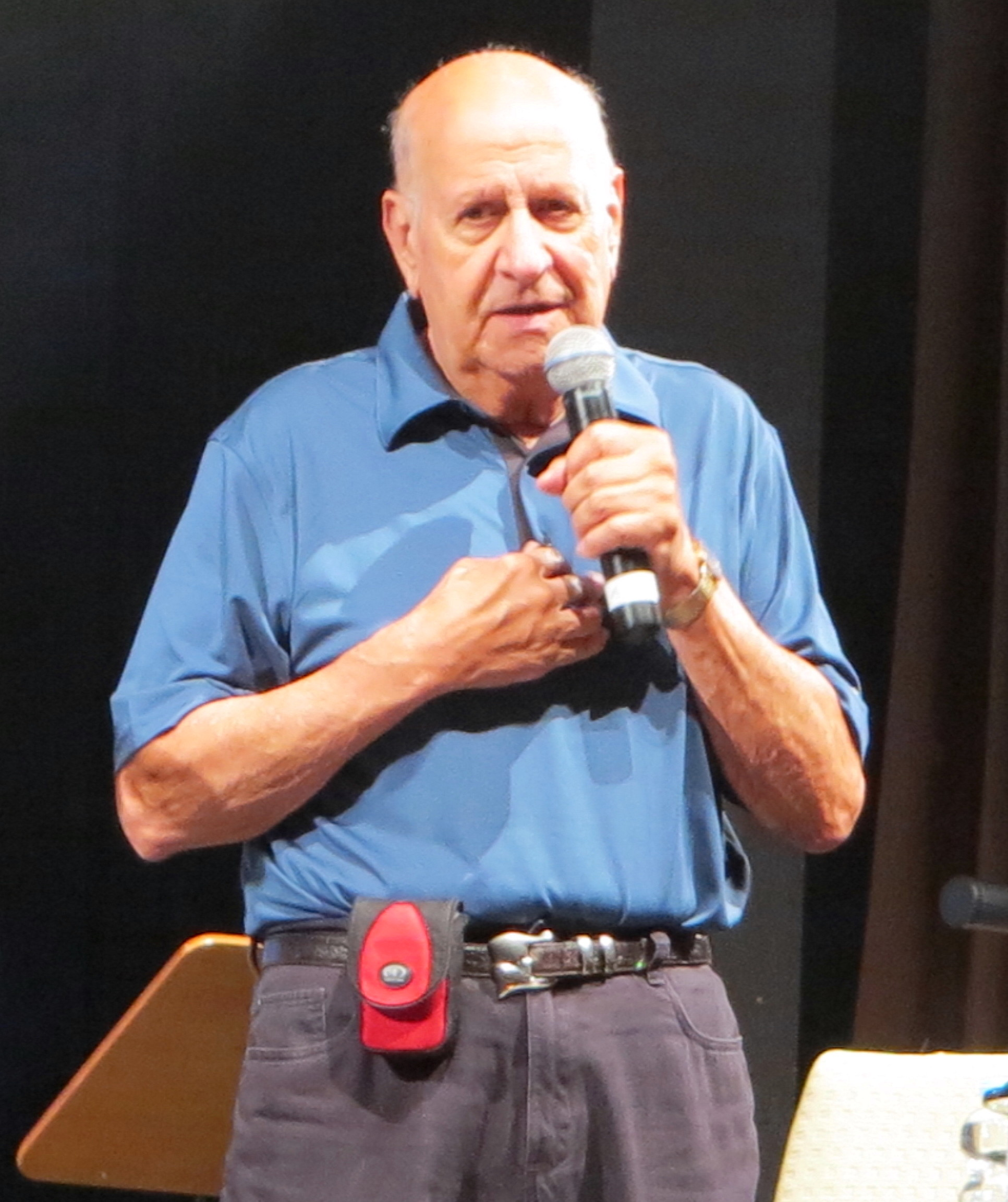
Joe Esposito (2013)

- Elvis Presley
- Charlie Hodge
- Don Wilson
- Marty Lacker
- Jerry Schilling
- Pat Parry
- Cliff Gleaves
- Lamar Fike
- Sonny West
- Red West
- Gene Smith
- Joe Esposito
- Larry Geller
- Dave Hebler
- Billy Smith

## Livros
Obs: Livros que descrevem fatos da máfia de Memphis.
- Elvis: What Happened (1977) Bantam Books (ISBN 0-345-27215-3)
- Elvis: Portrait of a Friend (1980) (ISBN 0-553-13824-3)
- Me' n Elvis (1988) Castle Books (ISBN 0-916693-00-7)
- Elvis, from Memphis to Hollywood (1992) Popular Culture, Ink., (ISBN 1-56075-026-X)
- Good Rockin' Tonight: Twenty Years on the Road and on the Town with Elvis (1994) Simon & Schuster (ISBN 0-671-79507-4)
- Elvis' Man Friday (1994) (ISBN 0-9642566-0-6)
- Elvis Aaron Presley: Revelations from the Memphis Mafia (1995) Harpercollins (ISBN 0-06-017619-9)